# 格氏丽鱼属
格氏麗魚屬，是條鰭魚綱䲁形目麗魚科下的一個屬。

## 分類
本屬屬於褶唇麗魚亞科，目前被認可的種如下：
- 貝爾格氏麗魚 Greenwoodochromis bellcrossi
- 克里格氏麗魚 Greenwoodochromis christyi